# 日枝神社 (栗原市)
日枝神社（ひえじんじゃ）は、宮城県栗原市金成中町に鎮座する神社。祭神は大山咋命。本殿・拝殿が宮城県指定有形文化財に指定されている。

## 歴史
奈良時代の746年（天平18年）に勧請されたのが始まりとされる。当初は別地に鎮座していたが、平安時代末期の貴族・儒学者である清原業隆が当地に遷座したと伝えられている。元々は山王神社と称されたが、後に日枝神社に社号を改めた。明治時代初頭に発令された神仏分離令を経て1874年（明治7年）に村社に列した。

## 文化財
本殿・拝殿
- 本殿は桁行2間・梁間1間で、屋根は入母屋造銅板葺。正面中央の問に桟唐戸を吊り、前面に向拝・浜床を設けている。蟇股、虹梁や頭貫の木鼻、大面取の角柱、桟唐戸や長押に用いられた彫刻や飾金具の意匠などに安土桃山時代の特徴があり、その手法からみて、建築年代は江戸時代初期まで、と推定される。拝殿は、桁行3間・梁間2間、入母屋造、瓦葺、正面に千鳥破風の向拝を付けている。また3面に高欄付き縁を巡らしている。建築年代は不詳であるが、江戸後期のものとみられる。1985年（昭和60年）5月24日、宮城県から有形文化財に指定された[2]。

## 現地情報

### 所在地
- 宮城県栗原市金成中町27

### アクセス
- 東北自動車道若柳金成インターチェンジから車で5分

### 周辺情報
- 金成小学校校舎 – 宮城県指定有形文化財
- 金成ハリストス正教会